# Sistema numerico quaternario
Il quaternario è un sistema numerico in base 4, che utilizza le cifre 0, 1, 2 e 3 per rappresentare qualsiasi numero reale.
"Quattro" è il numero più grande all'interno dell'intervallo di sottotitolazione e uno dei due numeri che è sia un quadrato che un numero altamente composito (l'altro è 36), rendendo il quaternario una scelta conveniente per una base su questa scala. Pur essendo due volte più grande, la sua economia di base è uguale a quella del sistema binario. Tuttavia, non è migliore nella localizzazione dei numeri primi (la base migliore più piccola è la base primitiva sei, il senario).
Il quaternario condivide con tutti i sistemi numerici a base fissa molte proprietà, come la capacità di rappresentare qualsiasi numero reale con una rappresentazione canonica (quasi unica) e le caratteristiche delle rappresentazioni di numeri razionali e numeri irrazionali.

## Relazione con altri sistemi numerici posizionali
| Decimale    | 0      | 1      | 2      | 3      | 4      | 5      | 6      | 7      | 8      | 9      | 10     | 11     | 12     | 13     | 14     | 15     |         |
| ----------- | ------ | ------ | ------ | ------ | ------ | ------ | ------ | ------ | ------ | ------ | ------ | ------ | ------ | ------ | ------ | ------ | ------- |
| Binario     | 0      | 1      | 10     | 11     | 100    | 101    | 110    | 111    | 1000   | 1001   | 1010   | 1011   | 1100   | 1101   | 1110   | 1111   |         |
| Quaternario | 0      | 1      | 2      | 3      | 10     | 11     | 12     | 13     | 20     | 21     | 22     | 23     | 30     | 31     | 32     | 33     |         |
| Ottale      | 0      | 1      | 2      | 3      | 4      | 5      | 6      | 7      | 10     | 11     | 12     | 13     | 14     | 15     | 16     | 17     |         |
| Esadecimale | 0      | 1      | 2      | 3      | 4      | 5      | 6      | 7      | 8      | 9      | A      | B      | C      | D      | E      | F      |         |
|             |        |        |        |        |        |        |        |        |        |        |        |        |        |        |        |        |         |
| Decimale    | 16     | 17     | 18     | 19     | 20     | 21     | 22     | 23     | 24     | 25     | 26     | 27     | 28     | 29     | 30     | 31     |         |
| Binario     | 10000  | 10001  | 10010  | 10011  | 10100  | 10101  | 10110  | 10111  | 11000  | 11001  | 11010  | 11011  | 11100  | 11101  | 11110  | 11111  |         |
| Quaternario | 100    | 101    | 102    | 103    | 110    | 111    | 112    | 113    | 120    | 121    | 122    | 123    | 130    | 131    | 132    | 133    |         |
| Ottale      | 20     | 21     | 22     | 23     | 24     | 25     | 26     | 27     | 30     | 31     | 32     | 33     | 34     | 35     | 36     | 37     |         |
| Esadecimale | 10     | 11     | 12     | 13     | 14     | 15     | 16     | 17     | 18     | 19     | 1A     | 1B     | 1C     | 1D     | 1E     | 1F     |         |
|             |        |        |        |        |        |        |        |        |        |        |        |        |        |        |        |        |         |
| Decimale    | 32     | 33     | 34     | 35     | 36     | 37     | 38     | 39     | 40     | 41     | 42     | 43     | 44     | 45     | 46     | 47     |         |
| Binario     | 100000 | 100001 | 100010 | 100011 | 100100 | 100101 | 100110 | 100111 | 101000 | 101001 | 101010 | 101011 | 101100 | 101101 | 101110 | 101111 |         |
| Quaternario | 200    | 201    | 202    | 203    | 210    | 211    | 212    | 213    | 220    | 221    | 222    | 223    | 230    | 231    | 232    | 233    |         |
| Ottale      | 40     | 41     | 42     | 43     | 44     | 45     | 46     | 47     | 50     | 51     | 52     | 53     | 54     | 55     | 56     | 57     |         |
| Esadecimale | 20     | 21     | 22     | 23     | 24     | 25     | 26     | 27     | 28     | 29     | 2A     | 2B     | 2C     | 2D     | 2E     | 2F     |         |
|             |        |        |        |        |        |        |        |        |        |        |        |        |        |        |        |        |         |
| Decimale    | 48     | 49     | 50     | 51     | 52     | 53     | 54     | 55     | 56     | 57     | 58     | 59     | 60     | 61     | 62     | 63     | 64      |
| Binario     | 110000 | 110001 | 110010 | 110011 | 110100 | 110101 | 110110 | 110111 | 111000 | 111001 | 111010 | 111011 | 111100 | 111101 | 111110 | 111111 | 1000000 |
| Quaternario | 300    | 301    | 302    | 303    | 310    | 311    | 312    | 313    | 320    | 321    | 322    | 323    | 330    | 331    | 332    | 333    | 1000    |
| Ottale      | 60     | 61     | 62     | 63     | 64     | 65     | 66     | 67     | 70     | 71     | 72     | 73     | 74     | 75     | 76     | 77     | 100     |
| Esadecimale | 30     | 31     | 32     | 33     | 34     | 35     | 36     | 37     | 38     | 39     | 3A     | 3B     | 3C     | 3D     | 3E     | 3F     | 40      |

### Relazione con i sistemi binario ed esadecimale
| + | 1  | 2  | 3  |
| 1 | 2  | 3  | 10 |
| 2 | 3  | 10 | 11 |
| 3 | 10 | 11 | 12 |

Come per i sistemi numerali ottale ed esadecimale, il quaternario ha una relazione speciale con il sistema numerico binario. Ciascuna base 4, 8 e 16 è una potenza di 2, quindi la conversione da e verso il binario viene ottenuta abbinando ogni cifra con 2, 3 o 4 cifre binarie o bit. Ad esempio, in base 4,
230210 4 = 10 11 00 10 01 00 2
Poiché 16 è una potenza di 4, la conversione tra queste basi può essere implementata abbinando ciascuna cifra esadecimale a 2 cifre quaternarie. Seguendo l'esempio precedente,
23 02 10 4 = B24 16
| × | 1 | 2  | 3  |
| 1 | 1 | 2  | 3  |
| 2 | 2 | 10 | 12 |
| 3 | 3 | 12 | 21 |

Anche se ottale ed esadecimale sono ampiamente utilizzati in informatica e programmazione di computer nella discussione e nell'analisi dell'aritmetica binaria e in logica, il sistema quaternario non gode dello stesso status.
Sebbene il quaternario abbia un uso pratico limitato, può essere utile se fosse mai necessario eseguire l'aritmetica esadecimale senza una calcolatrice. Ogni cifra esadecimale può essere trasformata in una coppia di cifre quaternarie, quindi l'aritmetica può essere eseguita in modo relativamente semplice prima di convertire il risultato finale in esadecimale. Il sistema quaternario è conveniente per questo scopo, poiché i numeri hanno solo la metà della lunghezza delle cifre rispetto al binario, pur avendo tabelle di moltiplicazione e addizione molto semplici con solo tre elementi non-triviali unici.
Per analogia con il byte e il nibble, una cifra quaternaria viene talvolta chiamata crumb ("briciola").

## Frazioni
A causa del fatto di avere solo fattori di due, molte frazioni quaternarie hanno cifre ripetute, sebbene queste tendano ad essere abbastanza semplici: 
| Base decimale Primi fattori della base: 2, 5 Primi fattori sotto la base: 3 Primi fattori sopra la base: 11 Altri primi fattori: 7 13 17 19 23 29 31 | Base decimale Primi fattori della base: 2, 5 Primi fattori sotto la base: 3 Primi fattori sopra la base: 11 Altri primi fattori: 7 13 17 19 23 29 31 | Base decimale Primi fattori della base: 2, 5 Primi fattori sotto la base: 3 Primi fattori sopra la base: 11 Altri primi fattori: 7 13 17 19 23 29 31 | Base quaternaria Primi fattori della base: 2 Primi fattori sotto la base: 3 Primi fattori sopra la base: 11 Altri primi fattori: 13 23 31 101 103 113 131 133 | Base quaternaria Primi fattori della base: 2 Primi fattori sotto la base: 3 Primi fattori sopra la base: 11 Altri primi fattori: 13 23 31 101 103 113 131 133 | Base quaternaria Primi fattori della base: 2 Primi fattori sotto la base: 3 Primi fattori sopra la base: 11 Altri primi fattori: 13 23 31 101 103 113 131 133 |
| Frazione | Fattori primi del denominatore | Rappresentazione posizionale | Rappresentazione posizionale | Fattori primi del denominatore | Frazione |
| 1/2 | 2 | 0.5 | 0.2 | 2 | 1/2 |
| 1/3 | 3 | 0.3333... = 0.3 | 0.1111... = 0.1 | 3 | 1/3 |
| 1/4 | 2 | 0.25 | 0.1 | 2 | 1/10 |
| 1/5 | 5 | 0.2 | 0.03 | 11 | 1/11 |
| 1/6 | 2, 3 | 0.16 | 0.02 | 2, 3 | 1/12 |
| 1/7 | 7 | 0.142857 | 0.021 | 13 | 1/13 |
| 1/8 | 2 | 0.125 | 0.02 | 2 | 1/20 |
| 1/9 | 3 | 0.1 | 0.013 | 3 | 1/21 |
| 1/10 | 2, 5 | 0.1 | 0.012 | 2, 11 | 1/22 |
| 1/11 | 11 | 0.09 | 0.01131 | 23 | 1/23 |
| 1/12 | 2, 3 | 0.083 | 0.01 | 2, 3 | 1/30 |
| 1/13 | 13 | 0.076923 | 0.010323 | 31 | 1/31 |
| 1/14 | 2, 7 | 0.0714285 | 0.0102 | 2, 13 | 1/32 |
| 1/15 | 3, 5 | 0.06 | 0.01 | 3, 11 | 1/33 |
| 1/16 | 2 | 0.0625 | 0.01 | 2 | 1/100 |
| 1/17 | 17 | 0.0588235294117647 | 0.0033 | 101 | 1/101 |
| 1/18 | 2, 3 | 0.05 | 0.0032 | 2, 3 | 1/102 |
| 1/19 | 19 | 0.052631578947368421 | 0.003113211 | 103 | 1/103 |
| 1/20 | 2, 5 | 0.05 | 0.003 | 2, 11 | 1/110 |
| 1/21 | 3, 7 | 0.047619 | 0.003 | 3, 13 | 1/111 |
| 1/22 | 2, 11 | 0.045 | 0.002322 | 2, 23 | 1/112 |
| 1/23 | 23 | 0.0434782608695652173913 | 0.00230201121 | 113 | 1/113 |
| 1/24 | 2, 3 | 0.0416 | 0.002 | 2, 3 | 1/120 |
| 1/25 | 5 | 0.04 | 0.0022033113 | 11 | 1/121 |
| 1/26 | 2, 13 | 0.0384615 | 0.0021312 | 2, 31 | 1/122 |
| 1/27 | 3 | 0.037 | 0.002113231 | 3 | 1/123 |
| 1/28 | 2, 7 | 0.03571428 | 0.0021 | 2, 13 | 1/130 |
| 1/29 | 29 | 0.0344827586206896551724137931 | 0.00203103313023 | 131 | 1/131 |
| 1/30 | 2, 3, 5 | 0.03 | 0.002 | 2, 3, 11 | 1/132 |
| 1/31 | 31 | 0.032258064516129 | 0.00201 | 133 | 1/133 |
| 1/32 | 2 | 0.03125 | 0.002 | 2 | 1/200 |
| 1/33 | 3, 11 | 0.03 | 0.00133 | 3, 23 | 1/201 |
| 1/34 | 2, 17 | 0.02941176470588235 | 0.00132 | 2, 101 | 1/202 |
| 1/35 | 5, 7 | 0.0285714 | 0.001311 | 11, 13 | 1/203 |
| 1/36 | 2, 3 | 0.027 | 0.0013 | 2, 3 | 1/210 |

## Utilizzo nelle lingue umane
Molte o tutte le lingue chumash originariamente utilizzavano un sistema di conteggio su base 4, in cui i nomi dei numeri erano strutturati in base ai multipli di 4 e 16 (non 10). C'è un elenco sopravvissuto di numeri in parole in lingua Ventureño fino a 32 scritte da un prete spagnolo all'incirca nel 1819.
I numeri di Kharosthi hanno un sistema di conteggio parziale della base 4 da 1 a 10 decimale.

## Curve di Hilbert
I numeri quaternari sono usati nella rappresentazione delle curve di Hilbert in 2D. Qui un numero reale compreso tra 0 e 1 viene convertito nel sistema quaternario. Ogni singola cifra indica in quale dei rispettivi 4 sub-quadranti verrà proiettato il numero.

## Genetica
Si possono tracciare parallelismi tra numeri quaternari e il modo in cui il codice genetico è rappresentato dal DNA. I quattro nucleotidi del DNA in ordine alfabetico, abbreviati A, C, G e T, possono essere presi per rappresentare le cifre quaternarie in ordine numerico 0, 1, 2 e 3. Con questa codifica, le coppie di cifre complementari 0↔3 e 1↔2 (binario 00↔11 e 01↔10) corrispondono alla complementazione delle coppie di basi: A↔T e C↔G e possono essere memorizzate come dati nella sequenza del DNA.
Ad esempio, la sequenza nucleotidica GATTACA può essere rappresentata dal numero quaternario 2033010 (= decimale 9156 o binario 10 00 11 11 00 01 00).

## Trasmissione dati
I codici di linea quaternaria sono stati usati per la trasmissione, dall'invenzione del telegrafo al codice 2B1Q utilizzato nei più moderni circuiti ISDN.

## Informatica
Alcuni computer hanno utilizzato l'aritmetica in virgola mobile quaternaria, tra cui l'Illinois ILLIAC II (1962) e i sistemi di rilevamento del sito ad alta risoluzione Digital Field System DFS IV e DFS  V.